# カール・ローマン・アプト

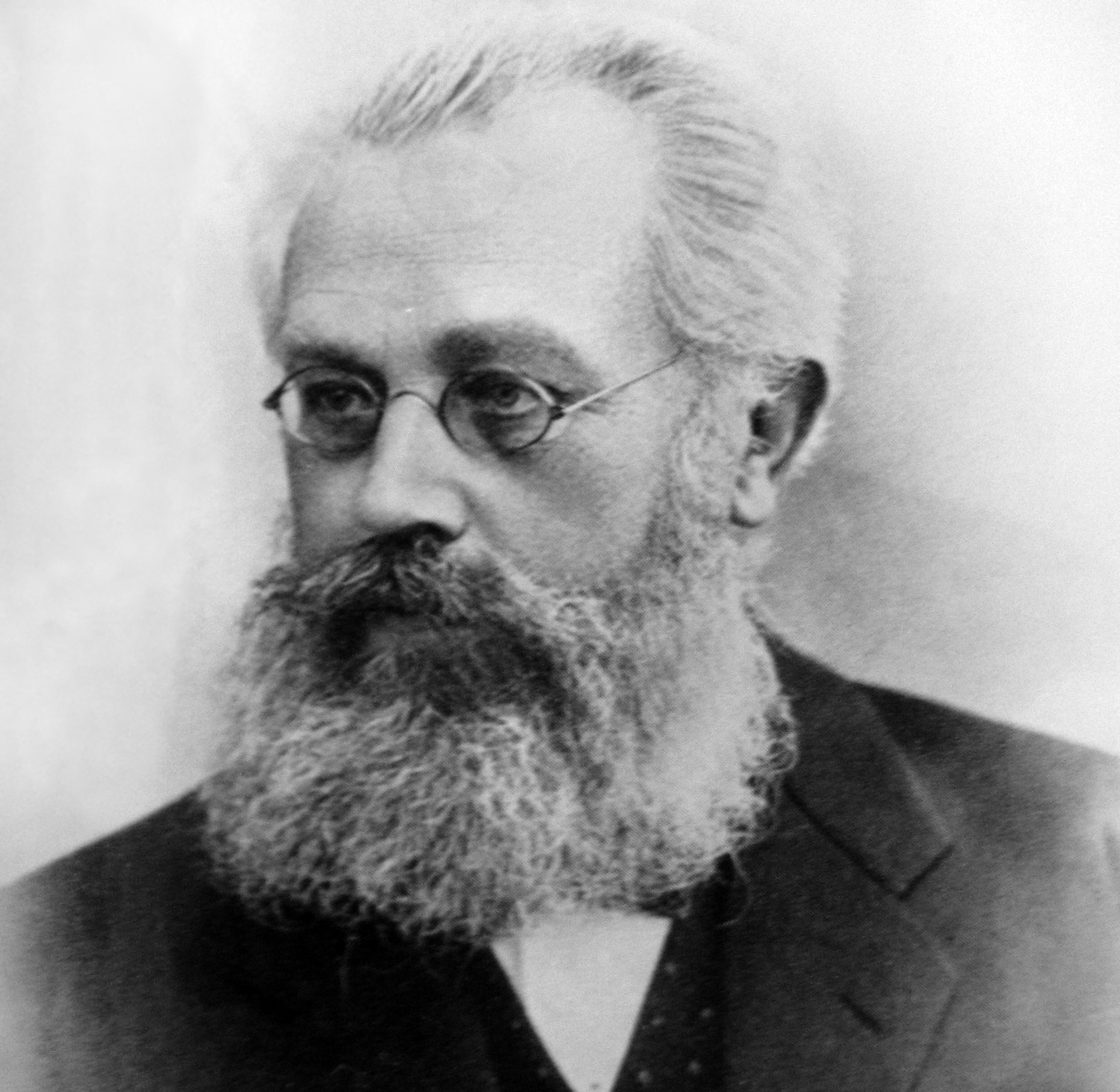
カール・ローマン・アプト

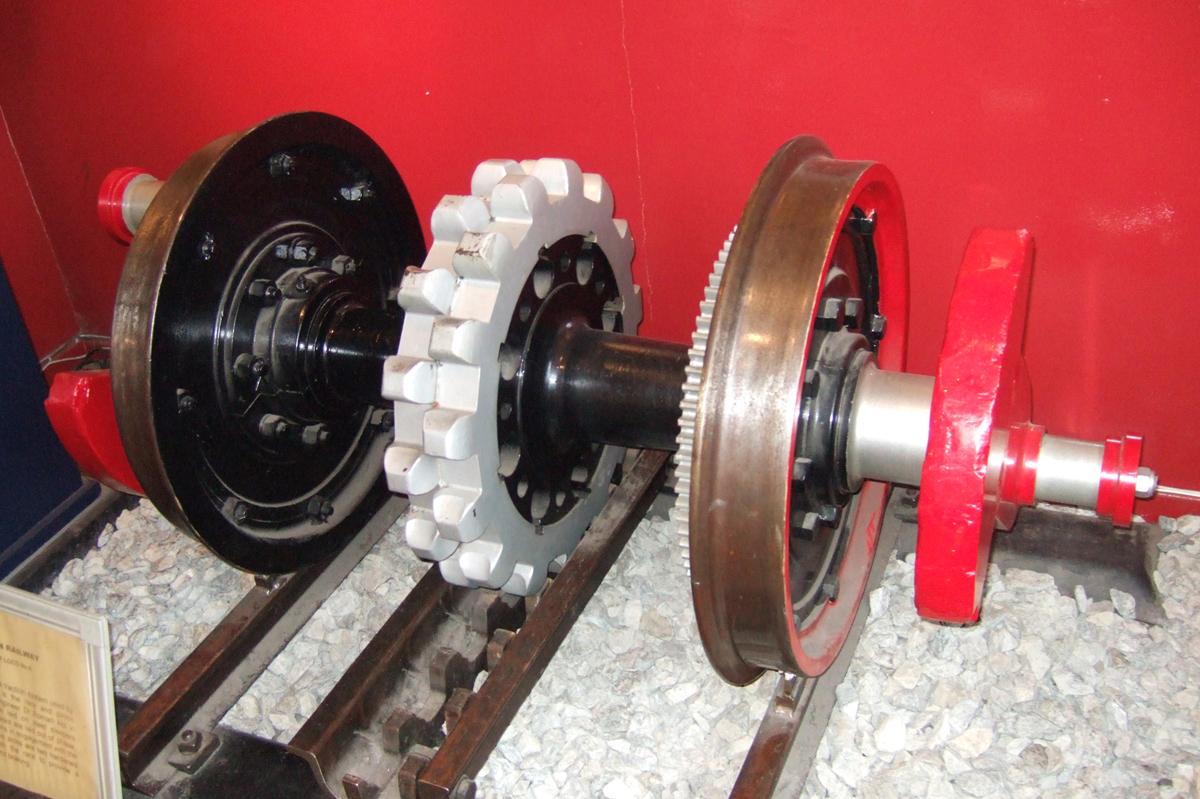
アプト式ラックレール

カール・ローマン・アプト（Carl Roman Abt、1850年7月16日 - 1933年5月1日）は、スイス出身の機械技術者、発明家、起業家である。アプトはラック式鉄道に革新的な発明を行い、アプト式と呼ばれるこの方式は登山鉄道用として世界で広く使われている。

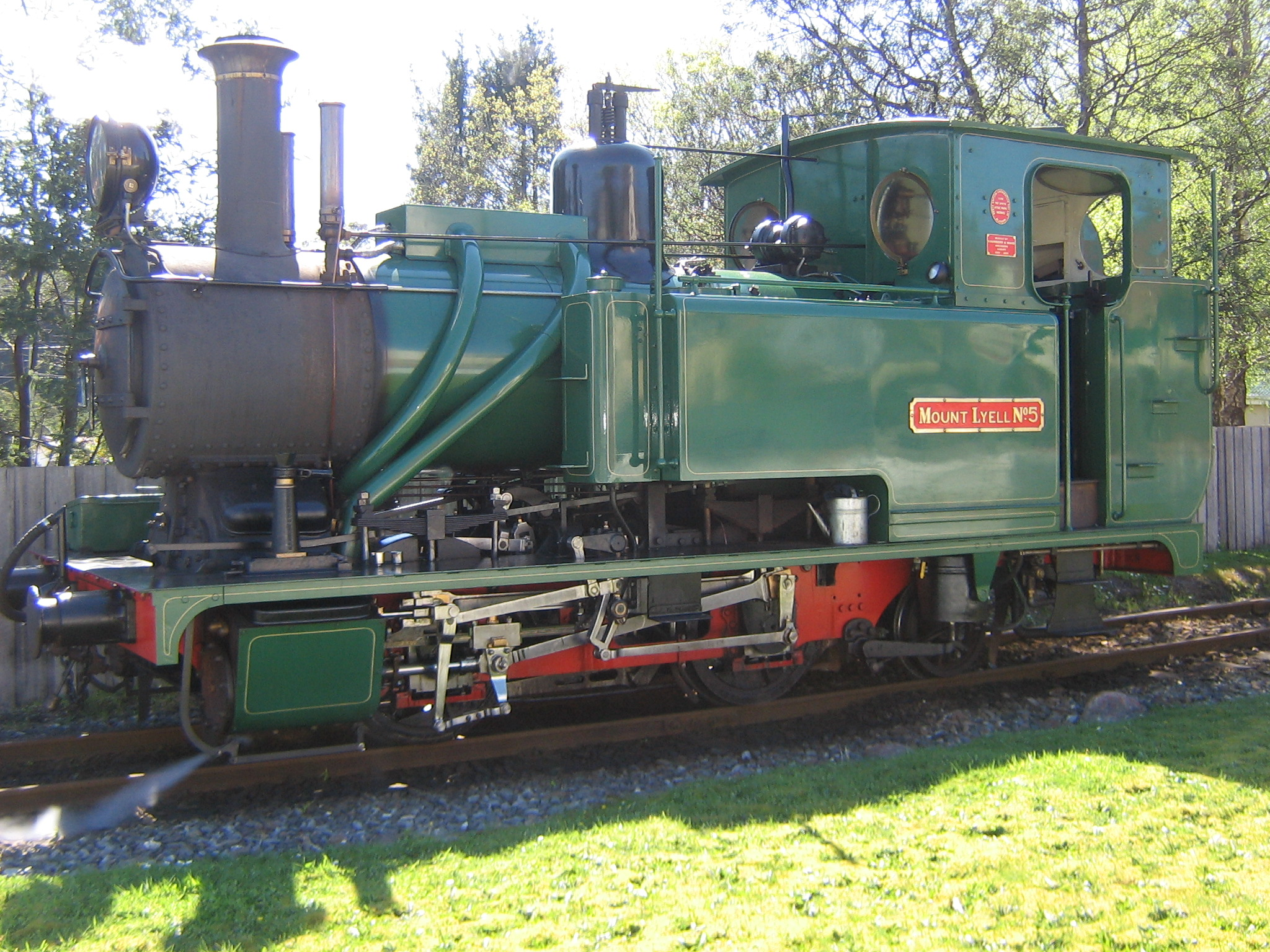
アプト式鉄道の機関車の例
タスマニアのリル山鉱山鉄道5号機

## 経歴
アプトは1850年7月16日にスイスのブンザンで生まれた。1882年にパリで在職中、常に1枚の歯車がラックレールと噛み合っているラック式鉄道を設計し、特許を取得した。この方式はドイツ・ハルツ山地のルーベラント鉄道で最初に採用された。アプトはケーブルカー用に自動切り替えが行えるアプトスイッチを開発し、ゴルナーグラート鉄道など世界72路線の登山鉄道に採用された。
アプトはゴッタルド鉄道の社長だった1903年に鉄道の国有化を進めていたドイツ連邦から会社の買い戻しの交渉を行っている。アプトはハノーファー大学の名誉博士、フランクリン財団のジョン・スコットメダルなど数々の賞を受賞している。アプトは美術の鑑定者、支援者でもあり、1904年から1907年までスイス連邦美術委員会に名を連ね、1905年から1911年までスイス美術協会の代表を務めた。

## 余暇
アプトは金貨の熱心な収集者であり、興味を持って収集した金貨や金製のメダルを手放すことはなかった。アプトが収集した金貨と美術品は1933年5月1日にルツェルンで82歳でアプトがなくなった後、競売にかけられた。

## アプトスイッチ

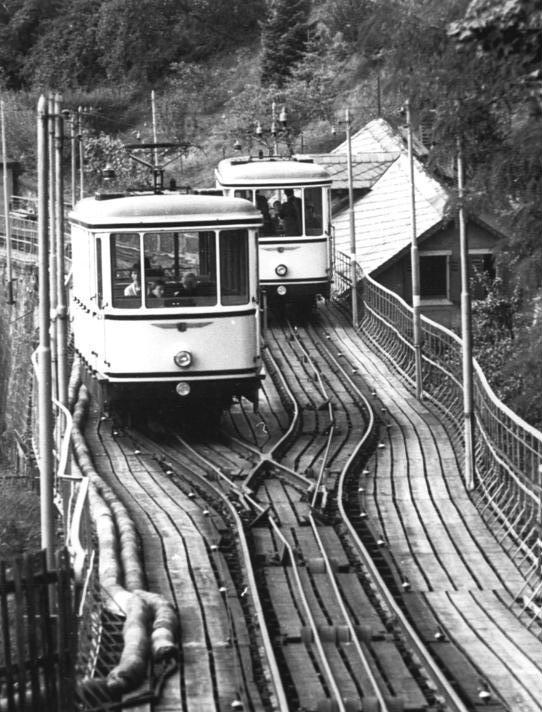
1895年開通のドレスデン鋼索鉄道で使われているアプトスイッチ(1985年撮影)

アプトスイッチで用いるレールと車輪の断面図

アプトスイッチはカール・ローマン・アプトにより発明された鉄道の分岐器（スイッチ）のシステムである。交走式のケーブルカーで広く用いられている。アプトスイッチで用いる鉄道車両の車輪は通常の鉄道でも用いる片フランジのものではなく、両フランジの車輪とフランジのない幅広の車輪を使う。通常、交走式のケーブルカーでは2両の車両を用い、すれ違い箇所以外は単線となっている。各車両はすれ違い箇所でいつも同じ側の線路を通り、その際に外側になる側に両フランジの車輪を使い反対側にフランジのない車輪を使う。2つのフランジによって挟まれるすれ違い箇所の外側のレールは単線区間のレールがそのまま続いており切れ目がない。内側のレールにはケーブルが通る箇所、外側車輪のフランジが通る箇所などの切れ目が設けられているが、幅広の車輪により切れ目を支障なく通過することができる。アプトスイッチの分岐器は通常の鉄道の分岐器と異なり可動部分を持たない。